# Cristián Zegers
Cristián José Zegers Ariztía (Santiago, 14 de febrero de 1940) es un abogado, periodista, académico y dirigente gremial chileno. Entre 2008 y 2018, fue director del diario El Mercurio, propiedad de la familia Edwards, el cual renunció y fue sucedido en el cargo por Carlos Scherer.

## Primeros años de vida
Sus padres fueron Agustín Zegers y Marta Ariztía. Fue educado en el Colegio San Ignacio de la capital y, posteriormente ingresó a la Universidad Católica de Chile, donde se tituló como abogado, y donde además entró en contacto con las ideas hispanistas del historiador Jaime Eyzaguirre, quién fue uno de sus profesores.
Durante su período universitario, se incorporó como redactor a El Diario Ilustrado, publicación ligada al Partido Conservador en la que cumpliría diversas funciones periodísticas. Una vez egresado, trabajó como ayudante en la cátedra de la recién creada Escuela de Periodismo de la Universidad Católica de Chile, donde más tarde llegaría a ser subdirector.

### Matrimonio e hijos
Durante su estadía universitaria, conoció y posteriormente contrajo matrimonio con María Cristina Vial, prima hermana de María Luisa Vial, esposa del abogado y empresario Ricardo Claro. Tienen 6 hijos: María Cristina, Cristián, María Angélica, Felipe, Magdalena y Trinidad.

## Trayectoria
Tras acercarse a Gonzalo Vial y Joaquín Villarino, entre otros profesionales cercanos a Jaime Eyzaguirre, participó en la fundación, a fines de 1968, de la revista doctrinaria Portada, la cual circuló por primera vez en enero de 1969, cuatro meses después de la muerte de Eyzaguirre, a raíz de un accidente de tránsito.
En 1971, durante el gobierno de Salvador Allende, participó en la fundación de revista Qué Pasa, medio de corte conservador que fue concebido para abordar la contingencia política desde el punto de vista abiertamente opositor y del que fue su primer director periodístico.
Un año después se incorporó a El Mercurio SAP, como director de la Revista del Domingo. En 1974 le fue encomendada la jefatura de los servicios informativos. Entre 1978 y 1980, en tanto, ejerció como subdirector del matutino El Mercurio.
En 1981 reemplazó a Hermógenes Pérez de Arce en la dirección del vespertino La Segunda. En 2006 volvió a El Mercurio, ahora como director responsable. En 2008 relevó a Agustín Edwards Eastman, propietario de la firma, como director del mismo medio. El 24 de agosto de 2018 Zegers dejó la dirección de El Mercurio, siendo relevado por el también abogado Carlos Scherer.
Fue presidente de la Asociación Nacional de la Prensa por dos periodos seguidos, entre 1996 y 1998, y entre 1998 y 2000.
En 1989 fue galardonado con el Premio Nacional de Periodismo de su país.